# Callipallene gabriellae
Callipallene gabriellae är en havsspindelart som beskrevs av Corréa, D.D. 1948. Callipallene gabriellae ingår i släktet Callipallene och familjen Callipallenidae. Inga underarter finns listade.